# Bahía Inglesa
Bahía Inglesa är en vik i Chile.   Den ligger i regionen Región de Atacama, i den norra delen av landet, 700 km norr om huvudstaden Santiago de Chile.
Runt Bahía Inglesa är det mycket glesbefolkat, med 7 invånare per kvadratkilometer.